# Bede Jób
Bede Jób, születési nevén Rosenberg Jób (Szilágysomlyó, 1869. január 8. – Budapest, 1919. február 16.) író, újságíró.

## Élete
Kolozsvárott végezte a középiskoláit, majd miután néhány évig az ottani egyetemen jogot és filozófiát hallgatott, kolozsvári lapok munkatársa lett. 1895-ben Budapestre került és attól fogva politikai és társadalmi cikkei, valamint novellái a fővárosi lapokban jelentek meg. Sokáig a Pesti Hírlap vezércikkírója, politikai rovatvezetője volt. Népszerű karcolatokat is írt. Önállóan megjelent novellás könyvei, amelyeket élénk meseszövés és érdekes leírásaik realizmusa jellemez: Trifólium; Tárcák; Novellák; Elbeszélések.